# Mouloud Ousmail
Mouloud Ousmail est un footballeur algérien né le 20 février 1977 à Tizi Ouzou. Il évoluait au poste de défenseur.

## Biographie
Il évoluait en Division 1 avec le club de la JSM Béjaïa.
Il participe à la Coupe de la confédération en 2008 avec cette équipe.

## Palmarès
- Vainqueur de la coupe d'Algérie en 2008 avec la JSM Béjaïa.
- Finaliste de la Coupe nord-africaine des vainqueurs de coupe en 2008 avec la JSM Béjaïa.
- Accession en Ligue 1 en 2006 avec la JSM Béjaïa.